# Nam tính

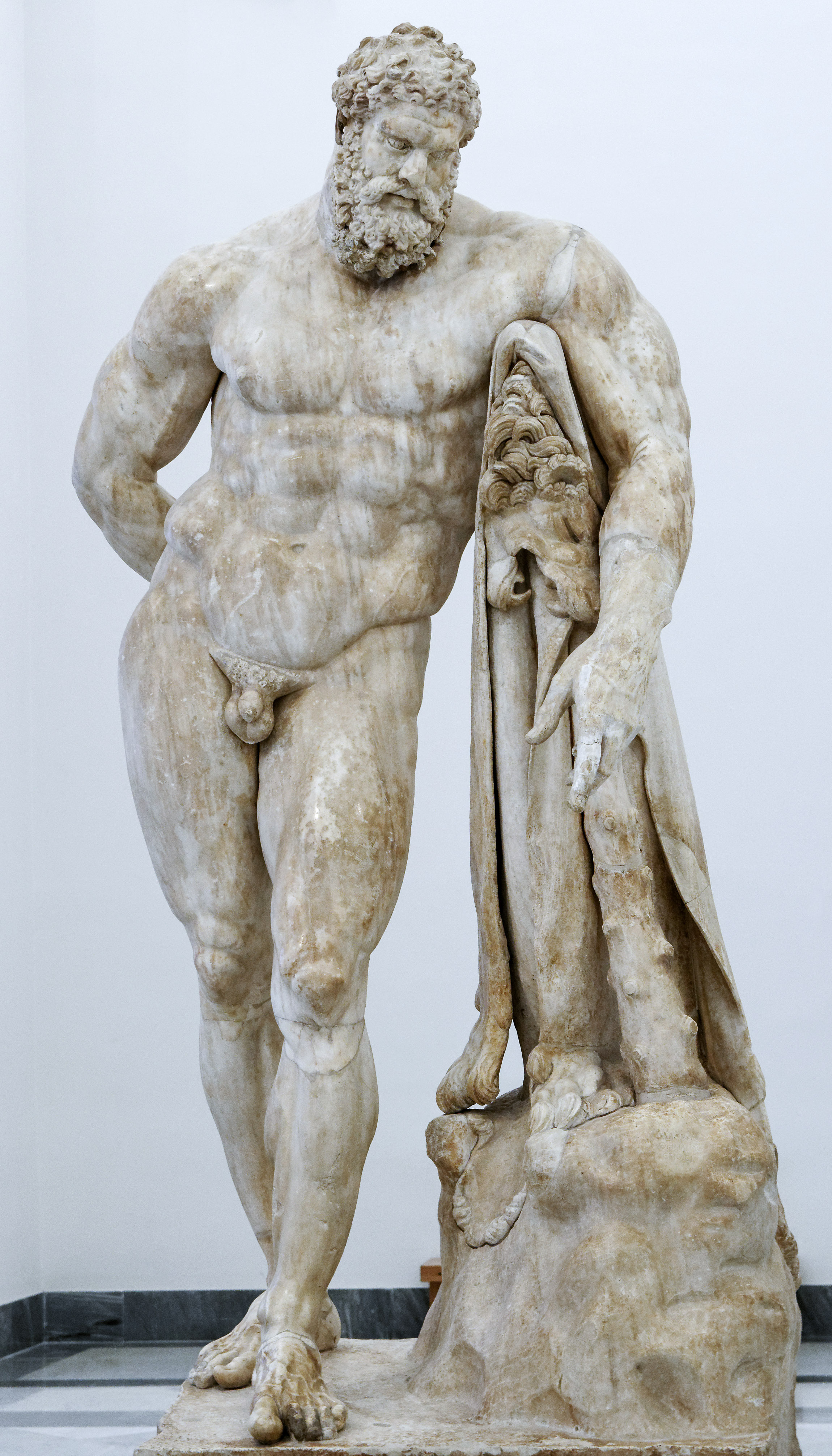
Trong thần thoại hy lạp, Heracles đại diện cho tính Nam tính của thần Apollo.

Nam tính là một tập hợp những thuộc tính, cách ứng xử và vai trò thường được gán cho những chàng trai hay những người đàn ông. Nam tính được xây dựng từ những quan điểm xã hội và những cấu tạo về mặt sinh học, phân biệt với định nghĩa "đàn ông" trong khái niệm "Giới" của sinh học. Cả đàn ông và phụ nữ đều có thể thể hiện những đặc điểm và cách ứng xử nam tính. Những người vừa mang trong mình nam tính vừa có nữ tính được cho là "Lưỡng tính" ("androgynous"), và những nhà triết học nữ đã tranh luận rằng sự không rõ ràng về tình trạng Nam và Nữ có thể dẫn tới việc khó phân loại Giới tính.
Những đặc điểm nam tính bao gồm can đảm, độc lập và quyết đoán. Những đặc điểm này là rất khác nhau tùy vào địa điểm cũng như tình huống, và nó chịu ảnh hưởng từ các yếu tố xã hội và văn hóa. Việc quá xem trọng vào nam tính và quyền lực thường dẫn tới việc không quan tâm đến hậu quả cũng như trách nhiệm, được biết như là tính ham mê quyền lực ("machismo").

## Tổng quan
Tính chất, đặc điểm và vai trò nam tính được cho là những bản chất, hay phù hợp với, một chàng trai hay một người Đàn ông. Có nhiều mức độ cho đặc tính này: "Nam tính hơn" và "Nam tính nhất", và đối lập với nó là "Thiếu chất nam tính" hay "Ẻo lả". Tương tự với nam tính là "tính hùng mạnh"("virility") (có nguồn gốc từ tiếng Latin vir, nghĩa là "đàn ông"). Khái niệm nam tính tùy thuộc vào từng giai đoạn lịch sử cũng như từng giai đoạn văn hóa; mặc dù những "công tử" ("dandy") được xem như một hình mẫu lý tưởng của "Nam tính" trong thế kỉ 19 nhưng lại bị đánh giá là "ẻo lả" theo tiêu chuẩn hiện đại. Những tiêu chuẩn thông thường về Nam tính, theo mô tả của Ronald F. Levant trong tác phẩm "Masculinity Reconstructed", là "tránh thể hiện nữ tính; kiềm chế cảm xúc; không quá đam mê nhục dục; đạt được những thành tựu và danh vọng; tự tin; mạnh mẽ và cả quyết và căm ghét quan hệ đồng tính" Những chuẩn mực củng cố vai trò giới bằng cách liên hệ nó với bản chất cũng như đặc tính của một Giới.
Những nghiên cứu mang tính học thuật về nam tính ngày càng nhận được sự chú ý trong cuối những năm 1980 và đầu những năm 1990, với số lượng nghiên cứu về chủ đề này tại Mỹ tăng từ 30 đến hơn 300. Những công trình nghiên cứu này dẫn tới những cuộc điều tra về sự phân chia Nam tính với những lý do riêng của các định kiến trong xã hội và các khái niệm từ các khoa học khác, như là cấu trúc xã hội về sự khác biệt Giới tính (Phổ biến trong một số học thuyết triết học và xã hội học).

## Lịch sử
Vì các yếu tố tạo thành Nam tính rất đa dạng, phụ thuộc vào không gian và thời gian, theo Raewyn Connell, đã đến lúc xem xét lại khái niệm "Nam tính" một cách hoàn bị hơn là chỉ xem nó như một khái niệm to lớn. Việc nghiên cứu lịch sử Nam tính bắt đầu trong suốt những năm 1980, được hỗ trợ bởi những công trình nghiên cứu về lịch sử Phụ nữ và sau đó là Lịch sử giới tính. Trước khi lịch sử của Phụ nữ được xem xét, có một "sự phân chia giới tính một cách nghiêm túc trong xã hội và quan điểm cá nhân"; liên quan đến Nam tính, sự phân chia này có nghĩa là phải tìm hiểu một chút về việc người Đàn ông phải ứng xử như thế nào với các thành viên trong gia đình và cuộc sống xung quanh gia đình. Mặc cho vai trò của phụ nữ trong lịch sử bị phủ nhận hay những công trình nghiên cứu về lịch sử bởi (và hầu như về) đàn ông, một phần đáng kể những trải nghiệm của người đàn ông bị thất lạc. Những lỗ hổng này được đặt một dấu chấm hỏi trong cuối những năm 1970, Lịch sử phụ nữ bắt đầu phân tích về giới tính và người Phụ nữ để làm rõ hơn những trải nghiệm của người Phụ nữ. Những bài báo có tầm ảnh hưởng của Joan Scott, kêu gọi những nghiên cứu về giới tính như một khái niệm hợp lý hơn để tìm hiểu về xã hội, quyền lực và những cuộc tranh luận, thiết lập một nền móng vũng chắc cho lĩnh vực nghiên cứu này. Theo Scott giới tính nên được sử dụng theo 2 cách: "Sản xuất" và "được sản xuất". Giới tính sản xuất kiểm tra vai trò của nó trong việc tạo ra các mối quan hệ quyền lực còn giới tính được sản xuất khám phá ra việc sử dụng và thay đổi giới tính thông qua lịch sử. Điều này đã ảnh hưởng đến việc nghiên cứu về Nam tính như được thấy trong định nghĩa của Pierre Bourdieu về Nam tính: được sản xuất bởi xã hội và văn hóa, và tái sản xuất trong cuộc sống hằng ngày. Việc dấy lên những phong trào nghiên cứu về lịch sử của Phụ nữ dẫn tới việc yêu cầu những nghiên cứu về vai trò của người Đàn ông (ban đầu chịu ảnh hưởng của ngành phân tâm học) trong xã hội, trong cảm xúc và giao tiếp hằng ngày. Connell viết rằng những công trình nghiên cứu lúc đầu được đánh dấu bởi "những người cao cấp" trong "những cuộc khảo sát rộng rãi về các chuẩn mực văn hóa". Những học bổng được trao tặng cho những thay đổi trong xã hội đương đại với mục đích hiểu và cải thiện (hay giải phóng) vai trò của người đàn ông đối với Nữ tính. John Tosh kêu gọi việc xem xét lại những mục đích này đối với Nam tính về những việc Nam giới có thể làm cũng như trong các lĩnh vực học vấn, xã hội.

### Thời cổ đại

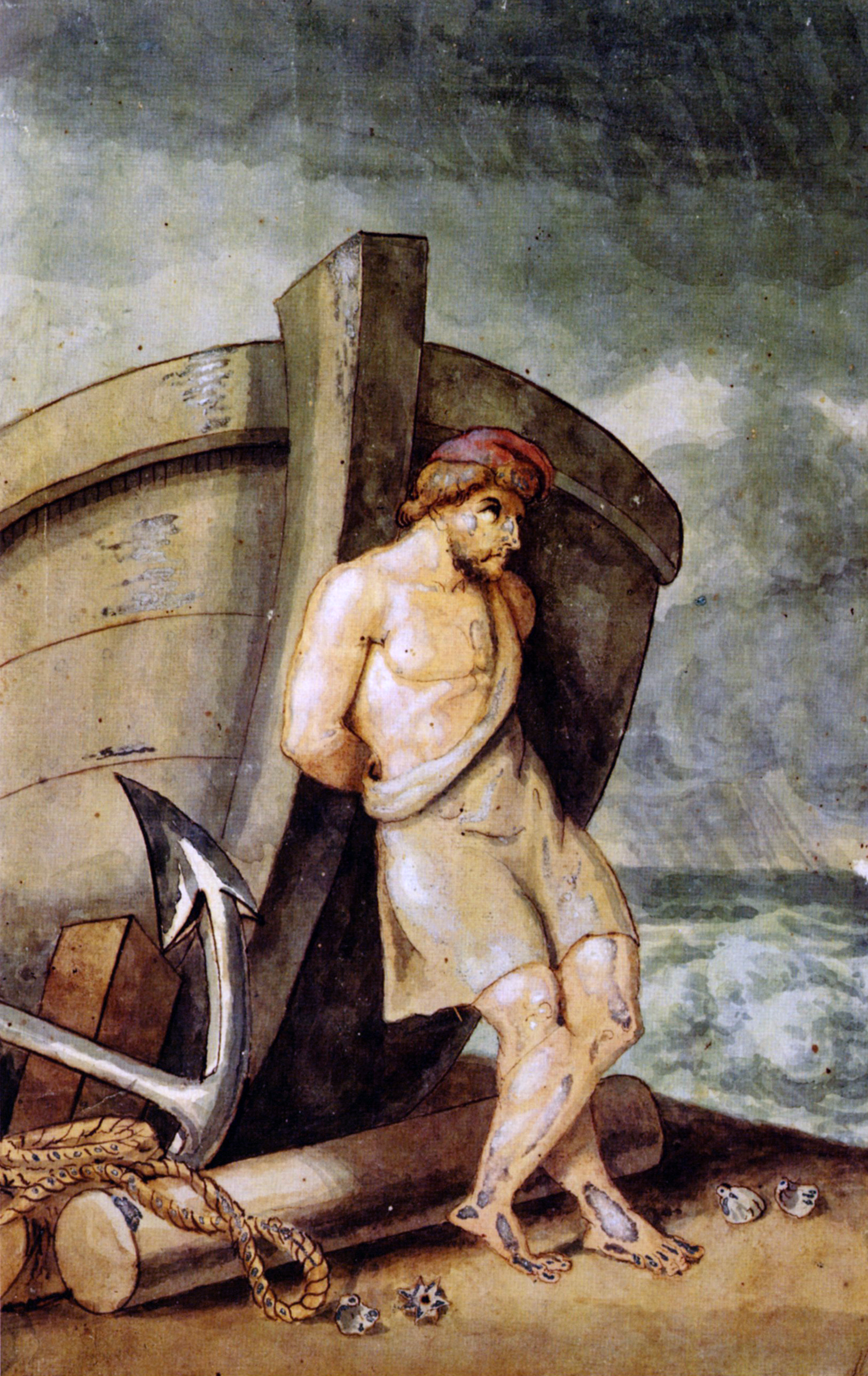
Odysseus, người anh hùng trong tác phẩm Odyssey

Văn học cổ đại bắt đầu xuất hiện vào khoảng 3000 năm trước công nguyên với những kì vọng rất rõ ràng cho những người đàn ông được thể hiện trong Pháp luật, và cũng ngụ ý về hình tượng người đàn ông lý tưởng trong thần thoại của các vị thần và những anh hùng. Trong tiếng do thái kinh Thánh vào những năm 1000 trước công nguyên, Vua David của Israel nói với con trai rằng "hãy khỏe mạnh, và hãy là một người đàn ông" sau khi ông chết. Trong suốt chiều dài lịch sử, tiêu chuẩn của một người đàn ông thay đổi tùy vào nền văn hóa. Kate Cooper viết về những quan niệm cổ xưa về Nữ tính, "Bất cứ nơi nào một người Phụ nữ được đề cập thì người ta sẽ đánh giá về người đàn ông – và cùng với nó là những gì mà người đàn ông đại diện".  Theo bộ quy tắc của Hammurabi (khoảng năm 1750 trước công nguyên)."
- Quy tắc 3: "Nếu một người bị buộc tội cho bất kì tội lỗi nào với những người lớn tuổi hơn, và không chứng minh được mình vô tội, thì anh ta, nếu nó là một tội đáng bị tử hình, sẽ bị tử hình."
- Quy tắc 128: "Nếu một người đàn ông lấy một người đàn bà về làm vợ nhưng không giao hợp với người đàn bà đó thì người đàn bà không phải vợ của ông ta."[11]

Các học giả đề cập đến tính toàn vẹn (chính trực) và sự bình đẳng (sự công bằng)như là những giá trị của Nam tính trong mối quan hệ giữa những người đàn ông với nhau và năng lực tình dục mạnh mẽ trong mối quan hệ giữa người đàn ông và người đàn bà. Thần thoại về các anh hùng cổ đại gồm có "the Epic of Gilgamesh", the Iliad và Odyssey. Những câu chuyện này mô tả những đức tính được mọi người tôn trọng của những người hùng, như là trí thông minh và lòng dũng cảm: biết những điều mà những người đàn ông khác không biết và liều lĩnh làm những việc mà những người đàn ông khác không dám làm.

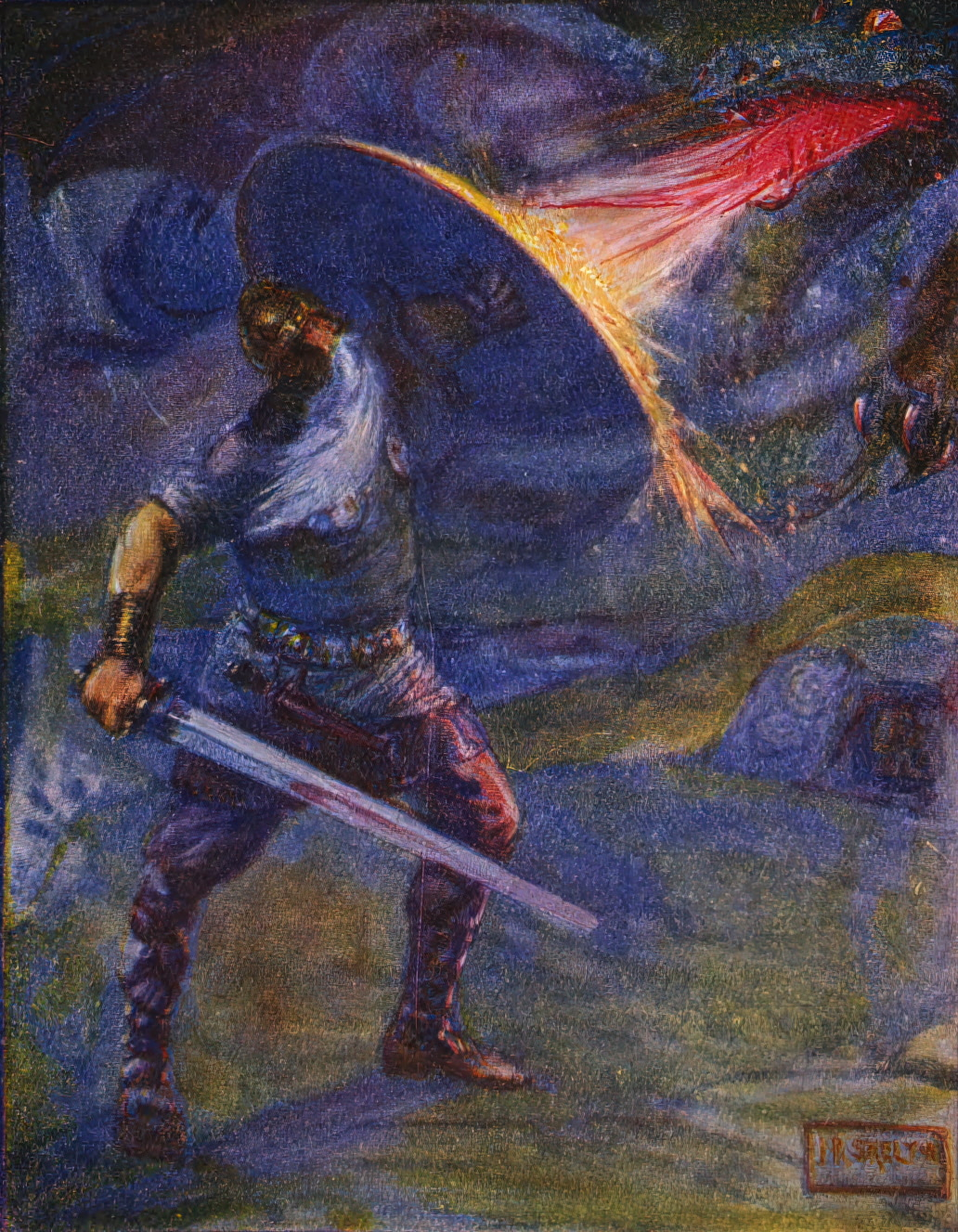
Beowulf chiến đấu với rồng

### Thời đại Trung cổ và thời đại Victorian
Jeffrey Richards mô tả một người Châu Âu "Nam tính thời Trung cổ chủ yếu là hình tượng người tu sĩ Thiên Chúa giáo và các hiệp sĩ". Lòng dũng cảm, sự tôn trọng Phụ nữ ở mọi tầng lớp và tính hào phóng được dùng để mô tả người đàn ông trong lịch sử Văn học. Những câu chuyện của tộc người  Anglo-Saxon, Hengest và Lập và Beowulf là những ví dụ về lý tưởng Nam tính thời Trung cổ. Theo David Rosen, quan điểm truyền thống của những học giả (như là J. R. R. Tolkien) cho rằng "Beowulf" là một truyền thuyết về chủ nghĩa anh hùng thời Trung Cổ đã bỏ qua những điểm tương đồng giữa Beowulf và quái vật Grendel. Nam tính được minh họa bởi Beowulf "tách người đàn ông ra khỏi người Phụ nữ, những người đàn ông còn lại, đam mê và gia đình".
Trong suốt thời kì Victorian, Nam tính trải qua một sự chuyển đổi khó khăn trong quan niệm Nam tính truyền thống. Nhà triết học người Scotland Thomas Carlyle viết vào năm 1831: "Những quan điểm cũ về Nam tính đã trở nên lạc hậu còn những quan điểm mới thì không rõ ràng và chúng ta đang lần mò theo nó trong bóng tối, mỗi người giữ chặt "tưởng tượng về hình mẫu Nam tính" của mình, Chủ nghĩa Werter, Chủ nghĩa Byron, thậm chí chủ nghĩa Brummel. Mỗi học thuyết nắm giữ "hình mẫu Nam tính" trong một thời kì nhất định..

### Ngày nay
Vào những năm đầu của thế kỉ 20, một gia đình truyền thống gồm người cha như "người trụ cột của gia đình" và người mẹ như "người nội trợ". Đặc điểm của Nam tính trong thời hiện đại thể hiện ở việc sẵn sàng chống lại hiện tượng "hữu danh vô thực". Không quan tâm đến độ tuổi hay quốc gia, người đàn ông phải là người luôn có sức khỏe tốt, một gia đình êm ấm và mối quan hệ tốt với vợ và các con như là điều quan trọng nhất trong cuộc sống của họ.

## Phát triển

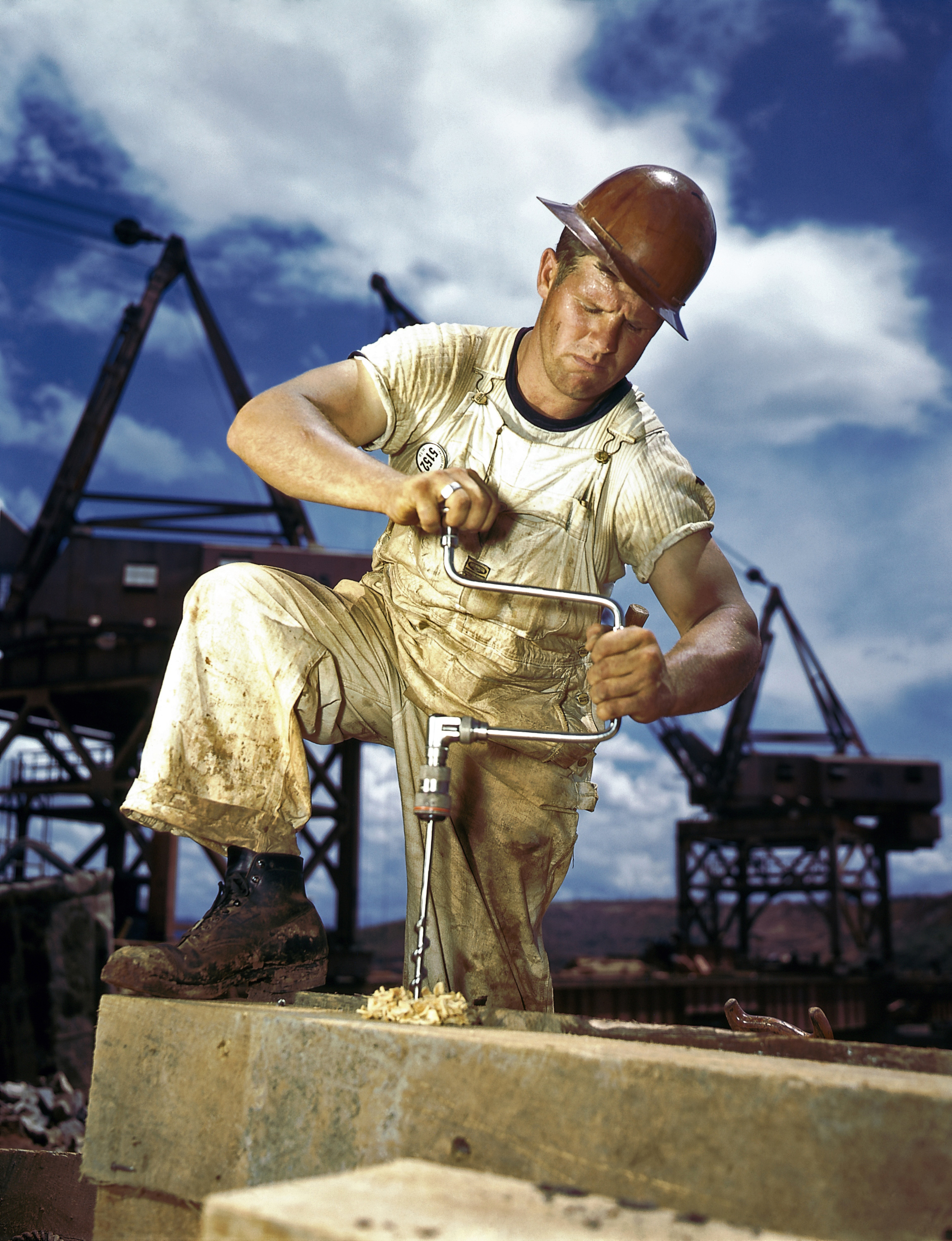
Một công nhân xây dựng

Trong nhiều nền văn hóa, thể hiện những đặc tính không thuộc về Giới tính của mình là một vấn đề xã hội. Trong xã hội học, việc "gắn nhãn" Giới tính này được biết như là giới giả định và là một phần của xã hội để đáp ứng những tập tục của một xã hội. Những hành vi lệch chuẩn có thể thấy như là đồng tính luyến ái bất kể thực tế rằng việc nhấn mạnh giới tính và định hướng tình dục được chấp nhận như những khái niệm khác biệt. Khi mà khả năng tình dục được định nghĩa như một thuật ngữ về sự lựa chọn (sử dụng trong tình dục học thời kì đầu), đồng tính luyến ái nam bị coi là sự "Ẻo lả". Sự công kích của xã hội về việc thể hiện Nam tính quá mức có thể được nhấn mạnh như tính ham mê quyền lực  hay một thuật ngữ mới đang được sử dụng là "Nhiễm độc testosterone".
Một sự quan hệ mật thiết giữa sự tác động của xã hội và yếu tố di truyền trong việc phát triển Nam tính đang được tranh luận một cách gay gắt. Mặc dù các yếu tố về xã hội được xem như có vai trò quyết định, những nhà tâm lý học và những chuyên gia phân tích tâm lý như Sigmund Freud và Carl Jung tin rằng khía cạnh Nam tính và Nữ tính luôn tồn tại một cách vô thức trong tất cả phái Nam thuộc loài người.
Lịch sử phát triển vai trò xã hội của Giới tính được giải quyết bằng sự di truyền về các hành vi, tâm lý học tiến hóa, nền sinh thái nhân loại, nhân chủng học và xã hội học. Mọi nền văn hóa dường như đều ủng hộ vai trò xã hội của Giới trong Văn học, trang phục và các bài hát; ví dụ bao gồm sử thi của  Homer, những truyện thần thoại "the Hengist and Horsa" và các lời bàn về những quy tắc ứng xử của Khổng tử. Những điểm đặc biệt hơn về Nam tính có thể được tìm thấy trong tác phẩm "the Bhagavad Gita" và bushidō của Hagakure.

### Yếu tố tự nhiên và sự nuôi dưỡng
Mức độ Nam tính bị ảnh hưởng bởi các yếu tố tự nhiên hay sự nuôi dưỡng đang được thảo luận rất gay gắt. Việc nghiên cứu Gen  đã cung cấp những thông tin về sự phát triển của những đặc điểm về Nam tính và quá trình phát triển về mặt Sinh học của 2 Giới đặc biệt là trong việc sinh sản của con người. Những nhân tố quyết định của tinh hoàn(cũng được biết như SRY protein)  trên Y thể rất quan trọng cho việc hình thành giới tính Nam, kích hoạt SOX9 protein. SOX9 làm việc với SF1 protein để tăng cường độ hoocmon anti-Müllerian, kiềm hãm sự phát triển của Giới tính Nữ khi kích hoạt và tạo ra một quá trình kiểm soát với FGF9 protein; quá trình này tạo ra dây tinh hoàn và chịu trách nhiệm cho tế bào "sertoli", với mục đích sản xuất ra tinh trùng. Việc kích hoạt SRY dừng quá trình hình thành Giới tính Nữ, bắt đầu một chuỗi những quá trình hình thành tinh hoàn quá trình tạo ra những androgen và nhiều hiệu ứng hoocmon trước và sau khi sinh.
Làm như thế nào để một đứa trẻ có thể nhận thức được giới tính cũng là một vấn đề đang được tranh cãi. Một vài người tin rằng Nam tính gắn kết với cơ quan sinh dục nam. Những người khác thì lại cho rằng mặc dù Nam tính có thể bị ảnh hưởng bởi các yếu tố Sinh học, nhưng nó cũng bị ảnh hưởng từ phía nền văn hóa. Những nghiên cứu gần đây đã thực hiện trên những quan niệm của một người về Nam tính và mối liên hệ của nó với testosterone; Kết quả cho thấy rằng Nam tính không chỉ khác biệt trong các nền văn hóa khác nhau mà mức độ testosterone cũng không cho phép dự đoán cách mà một người cảm nhận Nam tính hay Nữ tính. Những người ủng hộ quan điểm này tranh luận rằng Phụ nữ có thể trở thành một người đàn ông cả về các hoocmon lẫn yếu tố thể chất, nhiều yếu tố của Nam tính được cho là tự nhiên chịu ảnh hưởng từ phía ngôn ngữ và văn hóa. Về khía cạnh nuôi dưỡng, các cuộc tranh luận thường cho rằng Nam tính không có một nguồn duy nhất. Mặc dù quân đội có một đặc trưng bất thành văn về việc xây dựng và phát triển một hình thức đặc trưng về Nam tính nhưng quân đội không tạo ra Nam tính. Râu và tóc được cho là gắn liền với Nam tính thông qua sự tích, trong những câu chuyện về những chàng trai, họ trở thành đàn ông khi bắt đầu có râu..

### Sự kiến tạo xã hội của nam tính
Ở rất nhiều nền văn hóa, thể hiện những đặc điểm không phải điển hình của một giới có thể là một vấn đề xã hội. Trong xã hội học, sự gắn nhãn này được biết tới là quy chụp giới và là một phần của sự xã hội hóa để đáp ứng thuần phong mỹ tục của một xã hội. Hành vi lệch chuẩn có thể bị coi là biểu lộ của đồng tính luyến ái, mặc dù thể hiện giới, bản dạng giới, và xu hướng tình dục đã được chấp nhận rộng rãi là những khái niệm tách biệt. Khi tính dục được định nghĩa trên phương diện lựa chọn đối tượng tình dục (như trong các nghiên cứu tính dục học những ngày đầu), đồng tính ở nam giới được hiểu là sự ẻo lả. Việc xã hội không chấp nhận sự nam tính quá mức có thể được diễn tả là "machismo"  hoặc bằng những từ mới như "ngộ độc testosterone".
Một số người tin rằng nam tính gắn liền với cơ thể nam giới; trong quan điểm này, nam tính được gắn với bộ phận sinh dục nam.:3 Một số khác đưa ra giả thuyết rằng mặc dù có thể bị ảnh hưởng bởi yếu tố sinh học, nam tính cũng là một kiến tạo văn hóa.:3 Rất nhiều khía cạnh của nam tính được cho là tự nhiên mà có thực ra được thúc đẩy bởi yếu tố ngôn ngữ và văn hóa. Việc nam tính không chỉ đến từ một nguồn duy nhất đã được bàn luận. Mặc dù quân đội đặc biệt lưu tâm tới xây dựng và quảng bá một loại hình nam tính cụ thể, điều này không tạo nên sự nam tính.:17–21 Râu ria được gắn với nam tính qua ngôn ngữ và trong những câu chuyện về những chàng trai trở thành đàn ông khi họ bắt đầu cạo râu.:30–31
Một số nhà khoa học xã hội định nghĩa sự nam tính (và nữ tính) là một hành động trình diễn. Tính hành diễn giới không nhất thiết phải do cố ý, và mọi người có thể không biết được mức độ mình đang hành diễn giới. Bởi vì một kết quả của sự xã hội hóa giới của một đời người là cái cảm giác rằng giới của bản thân là "tự nhiên" hoặc được chỉ định về mặt sinh học.
Hành diễn sự nam tính có sự khác nhau trong suốt cuộc đời, nhưng cũng khác biệt khi ở các bối cảnh khác nhau. Một ví dụ là thế giới thể thao có thể gợi ra sự nam tính chuẩn mực truyền thống ở những người tham gia nhiều hơn là ở những môi trường khác. Những người đàn ông thể hiện sự nam tính cứng rắn và hung hãn trên đấu trường thể thao có thể thể hiện nam tính nhẹ nhàng hơn ở những bối cảnh gia đình. Sự nam tính cũng khác nhau trên phạm trù giai tầng xã hội. Các nghiên cứu đưa ra rằng sự kiến tạo nam tính của tầng lớp lao động là chuẩn mực hơn so với đàn ông và con trai thuộc tầng lớp trung lưu. Như những bối cảnh và so sánh này cho thấy, các nhà lý luận đưa ra giả thuyết về đa dạng nam tính, mà không chỉ có một kiến tạo duy nhất của nam tính.
Nhà sử học Kate Cooper đã viết: "Cứ nơi nào mà một người phụ nữ được nhắc tới, một góc tính cách của đàn ông lại bị đánh giá – và cùng đó là những gì anh ta đại diện." Các học giả nhắc tới tính ngay thẳng và công bằng là những giá trị nam tính ở mối quan hệ nam-nam.

#### Người đồng tính nam và đồng tính nữ
Những người đàn ông đồng tính bị mọi người đánh giá rằng "đã đi chệch hướng khỏi những quy tắc Nam tính" và chỉ là những "cái vỏ" tốt lành được xem như sự "lịch thiệp và tinh tế", thậm chí bởi chính những người đàn ông đồng tính khác. Theo  Peter sheila brown, người đứng đầu chiến dịch bảo vệ quyền lợi cho người đồng tính Nam, nói:
Đối lập với những lời tuyên bố tốt đẹp rằng người đồng tính Nam "cũng giống" như những người đàn ông bình thường khác, luôn có một sự khác biệt. Hơn nữa, Phong cách khác thường về Nam tính của người đồng tính Nam là một lợi ích to lớn của xã hội. Cuộc sống này sẽ thật buồn chán nếu thiếu khiếu thẩm mỹ và sự tưởng tượng về những "gu" thời trang lạ của những nhà thiết kế thời trang và thiết kế nội thất. Sẽ như thế nào nếu chúng ta thiếu những y tá đồng tính nam hay tương tự, những giáo viên đồng tính nam trong hệ thống giáo dục. Xã hội nên biết ơn những ngôi sao may mắn rằng không phải tất cả đàn ông đều thô lỗ, ham mê quyền lực và chai lỳ về mặt cảm xúc. Tất nhiên, Sự khác biệt giữa người đàn ông bình thường và người đồng tính về Nam tính là không thể thay đổi về mặt sinh học

Nhà tâm lý học Joseph Pleck tranh luận rằng một sự phân cấp Nam tính tồn tại một cách mạnh mẽ như một sự đối lập giữa những người đàn ông bình thường và người đồng tính: "Xã hội chúng ta dùng sự đối lập giữa người đàn ông bình thường và người đồng tính Nam như một dấu hiệu trung tâm cho tất cả bậc của Nam tính, cho sự phân chia cơ bản giữa những người Đàn ông thật sự (real men) và có quyền lực, và người Đàn ông không thể hiện được những điều này.. Michael Kimmel thêm rằng câu "Anh là một kẻ đồng tính" hàm ý một sự thiếu Nam tính trong tính cách hơn là khuynh hướng tình dục. Theo Pleck, để tránh tình trạng đối xử bất công của người Đàn ông dành cho người Phụ nữ, chính bản thân họ và những người Đàn ông khác thì những truyền thống gia trưởng và các cuộc thảo luận về tính gia trưởng buộc phải bị loại bỏ trong xã hội Phương Tây.
Trong phim tài liệu "The Butch Factor", những người đàn ông đồng tính (một trong số họ là những người  chuyển đổi giới tính) được hỏi về quan điểm của họ đối với Nam tính. Những đặc tính của Nam tính thường được xem như một ưu điểm cả trong và ngoài cộng đồng đồng tính, cho phép người đàn ông đồng tính "bặm trợn" che giấu  xu hướng tình dục của họ lâu hơn trong khi vẫn có thể tham gia những hoạt động mang tính Nam tính như là các môn thể thao. Tính Nữ tính không liên quan mật thiết với đồng tính luyến ái, và một vài người đàn ông đồng tính nghi ngờ khuynh hướng tình dục của họ; họ không thấy bản thân họ có khuynh hướng Nữ tính và cảm thấy ít kết nối với cộng đồng người đồng tính. Một vài người đàn ông đồng tính thật sự mang trong mình Nữ tính, theo "The Butch Factor" cảm thấy không thoải mái về bản tính Nữ tính của mình (mặc dù cảm thấy thoải mái với khuynh hướng tình dục của mình), và người đàn ông đồng tính "Nữ tính" có thể bị chế giễu bởi những người đàn ông đồng tính "Nam tính".

Những người đàn ông có vẻ ngoài "ẻo lả" có khuynh hướng tự tiết lộ giới tính của mình sớm sau khi họ bị đồng nghiệp của họ dán nhãn là đồng tính. Có nguy cơ phải đối mặt với việc bị bắt nạt và quấy rối trong suốt cuộc đời họ, họ bị bêu rếu bởi những từ xúc phạm (như "đồ đàn bà") để ám chỉ tính Nữ tính của họ. Nữ tính, những người đàn ông đồng tính theo phong cách "campy" đôi khi sử dụng những gì mà John R. Ballew gọi là "phong cách hài hước campy", như là để ám chỉ đến một người khác bằng một đại từ chỉ phụ nữ (Theo Ballew, "Một cách hài hước để giảm bớt những chỉ trích cay độc hướng tới chúng tôi người đồng tính). Tuy nhiên, phong cách hài hước này "có thể làm chúng tôi(người đồng tính) cảm thấy bối rối trong cảm nhận của chúng tôi về "người đàn ông" trong bản thân mình khi liên hệ với các mối quan hệ hằng ngày." Ông còn tuyên bố thêm:
Đôi khi, những người Đàn ông "Nam tính" được khuyên rằng nên tìm kiếm phần "Nữ tính" bên trong của họ. Thay vì những người đồng tính được khuyên nên tìm kiếm phần "Nam tính" bên trong họ. Xác định những khía cạnh Nam tính mà chúng ta cho là quan trọng nhất và phát triển những khía cạnh đó bên trong mỗi chúng ta có thể dẫn tới một cảm giác lành mạnh và ít sai lệch về tính chất Nam tính của chính mình.

Việc nghiên cứu của Trung tâm nghiên cứu lý thuyết thuộc Đại học Charles ở Praha, và Viện Khoa học của các cộng Hòa séc phát hiện sự khác biệt "quan trọng" về khuôn mặt của người Đàn ông bình thường và người đàn ông đồng tính, với những người đàn ông đồng tính mang trong mình tính chất Nam tính (đang dần phá hoại hình tượng người đàn ông đồng tính nữ tính hơn).
Những người đàn ông đồng tính được thể hiện trong phim ảnh mang tính Nữ tính và lố bịch, mặc dù những bộ phim như "Brokeback Mountain" đang chống lại hình tường này. Những sự phát triển gần đây là việc mô tả người đàn ông đồng tính trong cộng đồng LGBT như "những con gấu"("bears"), một cộng đồng nhỏ của những người đàn ông đồng tính ủng hộ tính Nam tính "bặm trợn" của người đồng tính và "đặc tính tình dục thứ cấp của giống đực: có râu, có lông cơ thể, người cân đối, hói đầu".
Cơn sóng ủng hộ Nữ quyền lần thứ hai tập trung nhiều hơn đến những vấn đề về tình dục, đặc biệt mối quan hệ giữa những người đàn ông đồng tính và tính Nam tính quyền lực (hegemonic masculinity). Sự thay đổi này dẫn đến sự hợp tác giữa các phong trào đòi quyền tự do của Nam giới và  giải phóng đồng tính đang phát triển, một phần, vì Nam tính được hiểu như một cấu trúc xã hội và tương ứng với việc toàn cầu hóa khái niệm "Đàn ông" trong các phong trào về Nam giới trước đây. Những hoạt động cho quyền của Nam giới được thực hiện để dừng Cơn sóng ủng hộ Nữ quyền lần thứ hai từ ảnh hưởng lên các phong trào hoạt động vì quyền lợi của người Nam đồng tính, ủng hộ tính hung bạo(hypermasculinity) như là bản chất của tình dục đồng tính..
Nam tính có một vai trò quan trọng trong văn hóa đồng tính nữ (lesbian), mặc dù đồng tính khác nhau ở mức độ mà họ nhận, nam và nữ tính. Trong nền văn hóa người đồng tính (LGBT) những người phụ nữ nam tính thường được gọi là "butch".

#### Đặc tính thống trị của Nam tính

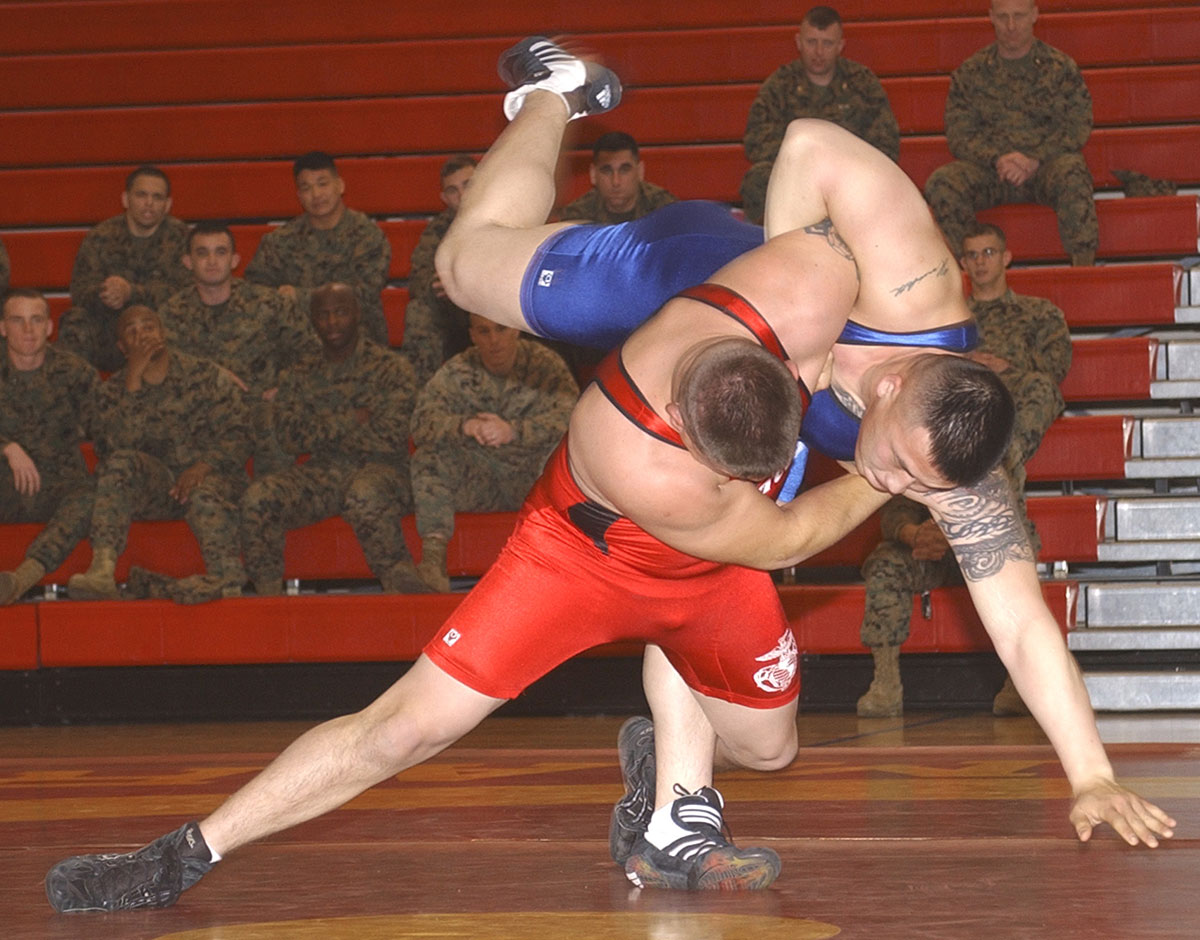
Cuộc thi về kỹ năng vận động và sức mạnh, là một hình ảnh tượng trưng cho hình tượng Nam tính trong mọi nền Văn hóa. Ở đây, hai, Thủy quân lục chiến đang thi đấu Vật.

Những cách thông thường mà người Đàn ông dùng để có được sự tôn trọng thường là từ phía Gia đình và việc dẫn đầu trong các hoạt động thể chất. Raewyn Connell đưa ra những vai trò xã hội được chấp nhận cho Nam giới và đặc tính thống trị, khuyến khích những điều này ở Đàn ông và không khuyến khích nó cho người Phụ nữ: "Đặc tính thống trị trong Nam tính có thể được định nghĩa như là sự phân công giới tính, sự phân công này nhấn mạnh những câu trả lời đang được chấp nhận đối với các vấn đề về tính hợp pháp của  tính gia trưởng, Điều này sẽ đảm bảo cho vị trí thống trị của Đàn ông và vị trí lệ thuộc của Phụ nữ". Ngoài ra để mô tả bằng những từ chính xác nhất về những đặc điểm mang tính bạo lực của Nam tính, Đặc tính thống trị của Nam tính cũng từng được dùng để mô tả phong thái thâm trầm, ít nói hay khuynh hướng bạo lực trong việc xã hội hóa Giới tính, thể hiện thông qua trò chơi điện tử, thời trang, tính hài hước và nhiều điều khác.

#### Tính ưa nguy hiểm và Nam tính
Những nhà nghiên cứu đã tranh luận rằng tính ưa "nguy hiểm" của Đàn ông tạo nên cách ứng xử truyền thống của Nam tính. "Nguy hiểm" có nghĩa là để trở thành Đàn ông không phải là một quá trình diễn ra tự nhiên mà người Đàn ông cần phải tự mình chứng tỏ. Trong nhiều nền văn hóa, những cậu bé phải chịu đựng các nghi thức đau đớn để được mọi người chấp nhận họ như một người đàn ông. Người Đàn ông có thể không còn được tôn trọng nếu như họ có những vết nhơ được xem như "không thể hiện tính Đàn ông". Những nhà nghiên cứu đã phát hiện ra rằng người Đàn ông đối diện những nỗi đe dọa bằng cách thể hiện những hành vi và niềm tin theo một khuôn mẫu Nam tính, như là tham gia vào các hoạt động chính trị-xã hội, "nói không" với quan hệ đồng tính luyến ái, đồng tình với quan điểm bạo lực và ưa thích những công việc cơ bắp hơn là những công việc của trí óc.
Trong năm 2014, Winegard và Geary viết rằng tính ưa nguy hiểm của Đàn ông cũng thể hiện qua hình tượng trong xã hội(Uy tín hay Sự thống trị), và người Đàn ông có thể ưa nguy hiểm nhiều hơn(hay ít hơn) tùy vào cách mà họ chọn để có chỗ đứng trong xã hội. Những người đàn ông mong muốn thể hiện mình qua các hoạt động nghệ thuật, như là Thơ ca hay là Hội họa, không thể trải nghiệm Nam tính thông qua sự nguy hiểm nhưng họ lại đối diện với những thách thức về mặt trí tuệ hay sự sáng tạo. Tuy nhiên, những người đàn ông thể hiện mình qua khuôn mẫu Nam tính truyền thống, tức là trải nghiệm sự nguy hiểm, như là việc trải nghiệm bóng bầu dục hay việc tham gia quân đội hiểu về Nam tính như là việc đối diện với nguy hiểm. Theo Winegard và Geary, đây là một điều hợp lý; Thơ và Hội họa không cần đến những đặc tính của Nam tính truyền thống, những đặc tính của người nghệ sĩ không thể dẫn tới những nguy hiểm. Bóng bầu dục và quân đội cần đến những đặc tính truyền thống của Nam tính, như là sự chịu đựng đau đớn, sự kiên nhẫn, sức mạnh cơ bắp và lòng dũng cảm. Các đặc tính này sẽ đưa người Đàn ông tìm đến với những nguy hiểm và có thể tạo ra những phản ứng cũng như ham muốn chống trả lại những người đối đầu với mình. Điều này cho thấy rằng cuộc tranh luận về "tự nhiên và nuôi dưỡng" trong vấn đề Nam tính đã trở nên đơn giản hơn. Mặc dù những người đàn ông được tiến hóa để ham muốn sự nguy hiểm và sự thống trị(về mặt địa vị) nhưng cách mà họ chiếm lấy các địa vị đó tùy thuộc vào tài năng, bản tính và những cơ hội của mỗi người. Trong xã hội hiện đại, có nhiều cách để đạt được địa vị trong xã hội so với trong xã hội truyền thống và điều này làm giảm tính nghiêm túc về sự ham muốn nguy hiểm trong hình mẫu người Đàn ông truyền thống; tuy nhiên, nó không thể làm giảm cường độ trong các cuộc tranh đấu giữa giống Đực với nhau.

## Ở phụ nữ
Mặc dù luôn bị bỏ qua trong các cuộc thảo luận về Nam tính, Phụ nữ cũng có thể chứng tỏ những đặc tính và cách hành xử Nam tính. Trong văn hóa phương Tây, Nam tính ở phái Nữ đã được xếp vào một hạng riêng biệt gọi là "tomboy" và "butch". Mặc dù Nam tính ở Nữ thường bị cho là gắn với hiện tượng đồng tính Nữ (lesbianism), thể hiện Nam tính là không cần thiết trong bản tính của người Phụ nữ. Trong triết học về người Phụ nữ, Nam tính ở phái Nữ thường được cho là đặc trưng cho những hoạt động thách thức Nam tính và  thống trị nam. Nam tính ở Phụ nữ luôn là chủ đề cho việc kì thị trong xã hội cũng như tình trạng xúc phạm phụ nữ mặc cho sự phát triển trong phong trào Nữ giới đã tạo nên sự chấp nhận tốt hơn việc thể hiện Nam tính ở Nữ giới trong những thập niên gần đây.

## Sức khỏe
Nhiều bằng chứng cho thấy những tác động tiêu cực với Đặc tính thống trị của Nam tính về thái độ của họ đối với bản thân, các nhà khoa học thấy rằng những người đàn ông Mỹ đi khám sức khỏe định kì ít hơn 134.5 triệu lần so với Phụ nữ. Những người đàn ông thực hiện các cuộc khám sức khỏe chiếm 40.8% trên tổng số việc khám bệnh của Nam và Nữ, tính luôn cả việc khám thai nhi và sức khỏe Phụ sản đối với Phụ nữ. 25% những người Đàn ông trong độ tuổi từ 45 đến 60 không có bác sĩ riêng, điều này dẫn đến việc gia tăng nguy cơ chết vì bệnh tim. Những người Đàn ông từ 25 đến 65 tuổi có nguy cơ chết vì bệnh tim cao gấp 4 lần Phụ nữ, và cũng dễ mắc các chứng bệnh nan y nhiều hơn vì sự miễn cưỡng tìm đến bác sĩ. Những lý do được dẫn ra cho việc không tìm đến với bác sĩ có thể kể như sự sợ hãi, từ chối các dịch vụ y tế, xấu hổ, sợ phát hiện bệnh và niềm tin rằng khám sức khỏe là một việc phí thời gian.

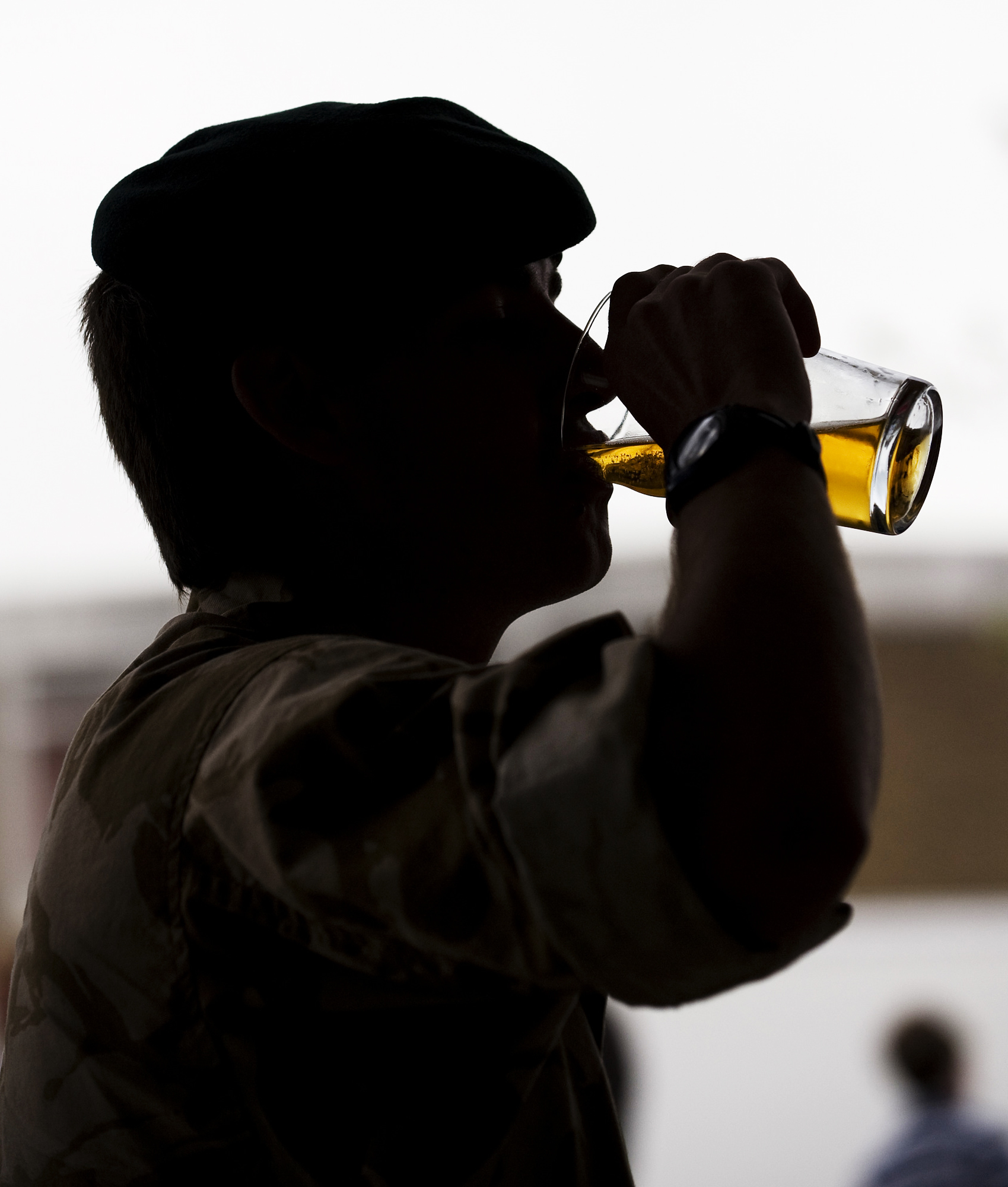
Một người lính Anh uống bia sau khi trở về từ Afghanistan

Trong năm 2004, Arran Stibbe xuất bản một bài phân tích về một tờ tạp chí có uy tín về sức khỏe Nam giới. Theo Stibbe, mặc dù tờ tạp chí dường như tập trung về các vấn đề của sức khỏe, nó cũng khuyến khích cách ứng xử mang tính Nam tính truyền thống như là việc tiêu thụ nhiều thức ăn đóng gói và thịt, việc tiêu thụ bia rượu và hoạt động tình dục không an toàn.
Việc khảo sát thị trường tiêu thụ bia được thực hiện bởi Lance Strate cho thấy những kết quả liên quan đến những cuộc nghiên cứu về Nam tính. Trong thị trường bia, cách ứng xử của Nam giới (cụ thể là chấp nhận rủi ro) được khuyến khích. Những nền thương mại bia thường nhắm vào những người đàn ông muốn chứng tỏ mình trong đám đông, làm việc hay hoạt động nặng nhọc (công nhân, nông dân hoặc chàng cao bồi). Những người Đàn ông đó thích học hỏi về nhiều chủ đề (bản tính của họ hay do tác động lẫn nhau), sự liều lĩnh và các chuyến phiêu lưu: như là cắm trại, câu cá, chơi thể thao và giao tiếp cộng đồng tại các quán bar. Luôn có những yếu tố nguy hiểm và sự tập trung thể hiện qua các hành động và tốc độ (như là xem đua xe hay lái xe với tốc độ cao). Các quán bar có chứa nhiều hoạt động giúp đánh giá mức độ Nam Tính về các kĩ năng như bi-a, các hoạt động thể hiện sức mạnh hay khả năng uống rượu. Mặc cho sự khuyến khích của nền công nghiệp bia rượu về sự liều lĩnh, việc tiêu thụ rượu đã suy giảm trong mọi nhóm tuổi và không có một khảo sát cụ thể nào chỉ ra rằng người đàn ông tiêu thụ rượu nhiều hơn Phụ nữ, và có một số lượng đông người Đàn ông trên toàn thế giới không bao giờ uống rượu bia.

## Những lời chỉ trích
Hai nhân tố chính mà các công trình nghiên cứu về Lịch sử của Nam tính là nó sẽ ổn định trong suốt tiến trình lịch sử (hơn là có sự thay đổi) và một nền văn hóa quá nhấn mạnh vấn đề Nam tính thiếu tính thực tế trong cuộc sống. Theo John Tosh, Nam tính đã trở thành một khái niệm cơ bản được sử dụng bởi các sử gia để tăng cường việc khám phá văn hóa thay vì tính chất đặc biệt của chính khái niệm này. Điều này thu hút sự chú ý từ thực tế đến mô tả và ý nghĩa của nó, không chỉ trong lĩnh vực Nam giới; văn hóa đang trở thành "đường ranh cuối cùng, sự thật mang tính lịch sử." Tosh phê bình tác phẩm của Martin Francis dưới góc độ này vì văn hóa quần chúng, chứ không phải kinh nghiệm trong cuộc sống gia đình, là những điều cơ bản trong những tranh luận của Francis. Francis sử dụng nền văn học và phim ảnh hiện đại để mô tả Nam tính như sự lo lắng, run sợ từ cuộc sống gia đình và trách nhiệm, trong suốt những năm 1940 đến 1950. Francis viết rằng sự trốn chạy khỏi trách nhiệm này là "hầu như diễn ra tại mọi cấp độ của sự tưởng tượng (cá nhân và xã hội). Khi nhìn vào khía cạnh văn hóa, nó là khó khăn để đo lường mức độ mà những bộ phim như "Scott of the Antarctic" đại diện cho những ảo tưởng về Nam tính của thời đại. Những lời kêu gọi của Michael Roper tập trung trên chủ đề về nền văn hóa thiên kiến về Nam tính này, vì sự hiểu biết rộng được để qua một bên cho một bài kiểm tra "những gì là mối quan hệ của các nguyên tắc về Nam tính đối với một người Đàn ông thực sự, đối với những vấn đề tồn tại, đối với mọi người và đối với sự giả tạo bên trong của họ (Kinh nghiệm của Tosh).
Theo Tosh, nền văn hóa Nam tính đã tồn tại lâu hơn sự hữu ích của chính nó vì nó không thể thỏa mãn mục đích ban đầu của lịch sử này (để khám phá ra Nam tính được hình thành và thể hiện như thế nào) và ông cảnh báo về "Những câu hỏi đối với thái độ và ảnh hưởng của nó". Những tác phẩm của ông về Nam tính dưới thời Victoria sử dụng những kinh nghiệm cá nhân trong các bức thư và các bản phác thảo để mô tả những nền văn hóa rộng lớn hơn và cách ứng xử xã hội, như là truyền thống sinh nở hay Giáng sinh.
Stefan Dudink tin rằng sự tiếp cận một cách có phương pháp (cố gắng để phân loại Nam tính như một hiện tượng bí ẩn) đang dần phá hủy sự phát triển mang tính lịch sử của nó. Những tác phẩm của Abigail Solomou-Godeau về nghệ thuật thời kì tiền cách mạng Pháp phổ biến chế độ gia trưởng manh mẽ và vững chắc.
Đánh giá tổng thể của Tosh là một sự thay đổi là cần thiết trong việc khái niệm hóa chủ đề hướng về lịch sử của Nam tính như một chuyên ngành có mục đích tiếp cận một đối tượng rộng hơn, hơn là chỉ như một công cụ phân tích lịch sử văn hóa và xã hội. Tầm quan trọng mà ông đặt vào lịch sử cộng đồng hướng về mục đích ban đầu của việc nghiên cứu Giới tính trong lịch sử, điều này tìm cách dùng Lịch sử để soi rọi và thay đổi hiện tại. Tosh kêu gọi các sử gia sống theo "những kì vọng của xã hội" trong các tác phẩm của họ, điều này cũng cần một sự tập trung lớn hơn vào tính chủ quan và Nam tính. Góc nhìn này thì đối lập với góc nhìn của Dudink; Dudlink kêu gọi cho "một phong trào đường vòng" hướng về Lịch sử của Nam tính, để bù đắp cho những sai lầm mà ông đã nhận thấy trong quá trình nghiên cứu.. Điều này là đối lập với những gì mà Tosh kêu gọi, tái tạo Nam tính bằng cách không đặt nó vào trung tâm của việc khám phá lịch sử và sử dụng những cuộc thảo luận và văn hóa như một cách gián tiếp hướng đến một cách tiếp cận cụ thể hơn. Trong một nghiên cứu của Low Countries, Dudink đề xuất việc bỏ qua lịch sử Nam tính bằng cách phân tích một cách chặt chẽ một dân tộc và chủ nghĩa dân tộc (đưa Nam tính trở thành một lăng kính thông qua đó để thấy những xung đột và vấn đề xây dựng quốc gia). Những tác phẩm của Martin Francis về gia đình thông qua lăng kính văn hóa bỏ qua lịch sử Nam tính vì "Những người đàn ông luôn quay về và hướng tới việc vượt qua những ranh giới của Gia đình, dù chỉ là trong trí tưởng tượng"; những nguyên tắc chung về cách ứng xử không đúng hoàn toàn với những trải nghiệm của người Đàn ông.
Những hình ảnh truyền thông về các cậu bé hay chàng trai có thể dẫn tới việc khắc sâu những quan niệm sai lầm về Nam tính. Theo những nhà hoạt động về quyền của Nam giới, truyền thông không nêu những vấn đề về quyền của người Nam giới và những người Đàn ông thường được mô tả một cách tiêu cực trong trên truyền thông. Peter Jackson gọi tính Nam tính quyền lực là "bóc lột kinh tế" và "áp bức xã hội": "Việc áp bức là rất đa dạng từ việc áp đặt một cách gia trưởng trên cơ thể người Phụ nữ và việc sinh đẻ, thông qua những quan niệm về Gia đình, Nữ tính và quan hệ tình dục bắt buộc, đến những quan niệm của xã hội về các giá trị liên quan đến công việc, những kĩ năng tự nhiên và số tiền được nhận cho công việc nặng nhọc và chuyện sinh nở."

### Nghiên cứu tâm lý học
Theo một số bài báo được trình bày của Tracy Tylka trong Hiệp hội Tâm lý Mỹ, "Thay vì thấy việc suy giảm tính "nô lệ" của Phụ nữ trong xã hội, chúng ta thấy sự gia tăng tính "nô lệ" trong cả hai Giới. Và bạn có thể thấy điều đó trên truyền hình những ngày hôm nay". Những người Đàn ông và Phụ nữ cố gắng ăn kiêng để mà có được những gì họ cho là một thân hình ốm đầy quyến rũ; trong một số trường hợp xấu, nó dẫn đến rối loạn ăn uống. Nhà tâm lý học Thomas Holbrook đã trích dẫn một nghiên cứu mới nhất tại Canada chỉ ra rằng cứ sáu người đàn ông thì có một người bị rối loạn ăn uống.
Những nghiên cứu tại Anh phát hiện rằng "Những người chàng trai và cô gái đọc những Tạp chí thể dục và thời trang có thể bị ám ảnh tâm lý từ những cơ thể hoàn mỹ của các người mẫu". Những người trẻ tuổi sẽ tập luyện điên cuồng để mà đạt được một vóc dáng mà họ cho là quyến rũ và mạnh khỏe, điều này có thể dẫn tới rối loạn đái tháo đường và rối loạn cơ. Mặc dù những hình tượng mẫu vẫn đang được duy trì, giá trị về hình tượng Nam tính đang dần thay đổi. Đã bắt đầu xuất hiện những tranh luận rằng Nam tính là một cái gì đó bí ẩn, không ổn định và chúng ta mãi mãi không bao giờ tìm được những tiêu chuẩn chung cho nó.

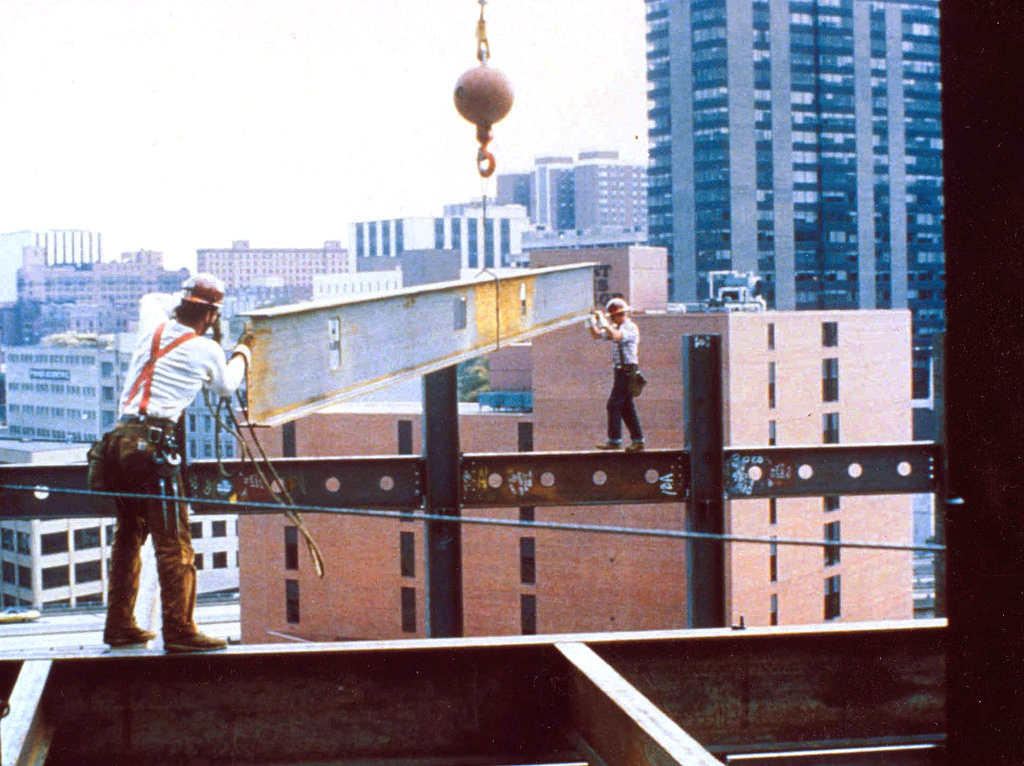
Những người đàn ông công nhân xây dựng làm việc mà không có thiết bị bảo hộ

### Những áp lực do trách nhiệm của Giới tính
Trong năm 1987 Eisler và Skidmore nghiên cứu về Giới tính và đề xuất khái niệm "Áp lực của Nam tính" và phát hiện 3 yếu tố của Nam tính gây nên những áp lực ở người Đàn ông:
- Sự nhấn mạnh rằng yếu tố sức khỏe là một điều tất yếu ở Đàn ông
- Bị cho là người nhạy cảm
- Buộc phải đáp ứng một cách tốt nhất những việc liên quan đến tình dục và kinh tế

Vì những tiêu chuẩn và áp lực xã hội liên quan đến Nam tính, những người đàn ông bị chấn thương tủy sống buộc phải thay đổi bản tính của mình từ những mất mát do vết thương gây ra; điều này "dẫn đến cảm giác yếu đuối về mặt thể chất cũng như tình dục cùng với sự đánh giá thấp bản thân và mất đi những bản chất Nam tính của mình. Ngoài ra, họ còn cảm thấy tội lỗi và hoàn toàn mất kiểm soát." Nghiên cứu cũng đề cập rằng những người đàn ông cảm thấy áp lực khi so sánh bản thân mình với hình mẫu Nam tính truyền thống. Brett Martin và Juergen Gnoth (2009) thấy rằng mặc dù bản thân những người Đàn ông Nữ tính thích hình tượng Nữ tính nhưng họ cũng nhấn mạnh với mọi người sự yêu thích Nam tính; Theo nhiều tác giả, điều này phản ánh áp lực của những người Đàn ông đối với việc theo đuổi tiêu chuẩn Nam tính truyền thống.
Trong tác phẩm "Raising Cain: Protecting The Emotional Life of Boys",  Dan Kindlon và Michael Thompson viết rằng mặc dù bản tính của các cậu bé là yêu thương và đồng cảm nhưng việc phải sống trong một xã hội mà giới tính bị xã hội hóa (Lý tưởng về người đàn ông "cứng" và ham mê quyền lực) không cho phép họ thể hiện những cảm xúc lành mạnh của thời tuổi trẻ. Theo Kindlon và Thompson, những cậu bé thiếu khả năng thấu hiểu và nhấn mạnh cảm xúc từ những áp lực của Nam tính truyền thống.
Trong bài báo "Sexual Ethics, Masculinity and Mutual Vulnerability", Rob Cover thực hiện việc phân tích những nghiên cứu của Judith Butler về Nam tính. Bài nghiên cứu đề cập đến vấn đề tấn công tình dục và được lý giải phần nào bởi góc nhình về tính Nam tính ham mê quyền lực.

### Những vấn đề cấp bách của Nam tính
Một học thuyết về tính cấp bách của Nam tính đã xuất hiện; nhà khảo cổ học người Australia Peter McAllister nói, "Tôi có một cảm giác mãnh liệt rằng Nam tính đang trong giai đoạn thật sự đen tối. Những người Đàn ông đang cố gắng tìm kiếm một hình mẫu thật sự trong thời đại ngày nay; những điều chúng ta đã từng làm không còn phù hợp nữa". Những người khác sẽ thấy những thị trường lao động mới chứa những nguyên nhân của sự căng thẳng. Việc giảm thiểu các ngành công nghiệp nặng và sự phát triển của ngành công nghiệp không khói ứng dụng công nghệ đã cho phép nhiều người Phụ nữ tham gia vào thị trường lao động, giảm bớt những công việc cần đến sức mạnh thể chất..
Những vấn đề cấp tính này cũng xuất phát từ nữ quyền và những câu hỏi của người Phụ nữ về sự thống trị và quyền lợi chỉ dành cho người Đàn ông trong vấn đề về Giới tính. Nhà xã hội học người Anh John MacInnes viết rằng "Nam tính luôn gặp phải những bất đồng ý kiến không phải trong vấn đề này thì trong vấn đề khác", ông cũng nói rằng những vấn đề cấp tính ngày càng tăng từ "những mâu thuẫn cơ bản giữa những tiêu chuẩn chính trong thời đại mới, tất cả mọi người là bình đẳng (không phân biệt giới tính), và chủ nghĩa thống trị, nơi mà người Đàn ông là giống cao cấp hơn, vì vậy được áp đặt người Phụ nữ."
John Beynon khảo sát những cuộc thảo luận về tính cấp bách của Nam tính và phát hiện ra rằng khái niệm Nam tính và người Đàn ông luôn đi đôi với nhau và sẽ không rõ ràng nếu Nam tính, người Đàn ông hay cả hai khái niệm này được cho là đang trong tình trạng cấp bách. Theo Beynon, tính "cấp bách" trong vấn đề Nam tính không phải là một hiện tượng mới; ông lấy ví dụ nhiều thời kì Nam tính ở trong giai đoạn cấp bách trong suốt chiều dài lịch sử (một vài trong số đó xuất hiện trước khi có các Phong trào Nữ quyền và xã hội hậu công nghiệp). Ông nói rằng vì tính mềm dẻo trong khái niệm Nam tính nên "Tính cấp bách là một yếu tố gắn liền với khái niệm Nam tính." Một nhà nghiên cứu Điện ảnh, Leon Hunt, cũng đồng tình với quan điểm đó "Dù cho Nam tính thật sự nguy cấp trong bất cứ thời điểm nào, nó cũng giống như những điều nguy cấp đã từng diễn ra trong những năm 1970".

### Những người Đàn ông "ăn cỏ"
Trong năm 2008, Khái niệm "Những người Đàn ông ăn cỏ" (herbivore men) trở nên phổ biến tại Nhật Bản và lan ra khắp thế giới. "Những người đàn ông ăn cỏ" là khái niệm ám chỉ những người Đàn ông trẻ Nhật không gắn mình với những quan điểm Nam tính truyền thống. Masahiro Morioka đã khái quát hóa một số đặc điểm của họ như sau 1) Có tính lịch thiệp bẩm sinh, 2) Không bị lệ thuộc vào Nam tính, 3) Không thô lỗ với những điều lãng mạn, 4) Có cái nhìn công bằng với phụ nữ, 5) ghét những cảm xúc đau đớn. Những người Đàn ông theo quan điểm này bị công kích nặng nề bởi những người Đàn ông tôn trọng Nam tính truyền thống.

## Ở phía nam bán cầu

### Ảnh hưởng của Âu hóa trên các phương tiện truyền thông
Tính nam được khắc họa trên các phương tiện truyền thông ở các quốc gia phía Nam bán cầu có thể mô tả định kiến  về vai trò giới theo nhiều cách khác nhau. Ở Ấn Độ, những vai trò như vậy đã được làm nổi bật lên qua các bộ phim Bollywood. Ngoài ra, có một số dấu hiệu cho thấy quan điểm của phương Tây về tính nam cũng đã được truyền tải tới độc giả toàn cầu thông qua các quảng cáo trên báo in. Điều này đã được quan sát thấy ở Ấn Độ với sự phát triển xuyên quốc gia  của các tạp chí nam. Mặc dù có một số bằng chứng về sự ảnh hưởng của phương Tây và cụ thể là Bắc Mỹ, trong các quảng cáo trên tạp chí nam của Trung Quốc và Đài Loan, nhưng có vẻ hầu hết, các tạp chí của các quốc gia đó chỉ tiếp nhận quan điểm tính nam đã được thống nhất trên toàn cầu. Chủ đề này cũng được thể hiện trong các miêu tả trực quan về đàn ông ở Afghanistan và Cộng hòa Dân chủ Congo.
Các phương tiện truyền thông thể thao không nhất thiết phải quảng bá một phiên bản nam tính "Âu hóa" hoàn toàn  và các biểu tượng thể thao nam da trắng có thể gây ra ảnh hưởng khi xuất hiện cùng với những người chơi thuộc các chủng tộc khác, chẳng hạn như người châu Á hoặc người da đen. Chẳng hạn, một nghiên cứu năm 2019 cho thấy rằng trong Giải bóng chày Major League, các cầu thủ Hàn Quốc và thành tựu cá nhân của họ có xu hướng bị gạt sang một bên khi so sánh với các cầu thủ nam da trắng trên các tờ báo in và trang báo trực tuyến.
Tiểu thuyết cũng có thể bị ảnh hưởng bởi quan điểm của phương Tây. Chẳng hạn, Amjad Alsyouf lập luận rằng  vai trò giới được miêu tả trong tiểu thuyết của các tiểu thuyết gia châu Phi như Tayeb Salih và Chinua Achebe, đã mang những quan điểm phương Tây.

### Chân dung/hình ảnh trực quan trong thời gian
Tính nam cũng là một quan niệm quan trọng trong việc xây dựng thương hiệu quảng cáo trong văn hóa Hồi giáo. Ở Kuwait, nam giới Hồi giáo phải luôn cảnh giác để đảm bảo rằng các quyết định tiêu dùng của họ đại diện cho các chuẩn mực nam tính được xã hội chấp nhận — đặc biệt là đối với các lựa chọn thời trang của họ. Ngoài ra, chọn lựa quảng cáo của các thương hiệu thời trang và hiệu quả của nó đã được kiểm chứng dựa trên sự lựa chọn của người tiêu dùng nam tại Trung Quốc. Những người đàn ông quan tâm đến các nhãn hiệu thời trang sang trọng thường tập trung nhiều hơn đến việc đảm bảo sự lựa chọn của họ thể hiện một hình ảnh chuyên nghiệp và tinh tế, trái ngược với một người chỉ đơn giản  muốn trông cứng rắn hoặc mạnh mẽ. Kiểu tập trung vào hình ảnh trực quan này cũng có thể được thể hiện trên các phương tiện truyền thông. Trong bộ phim Nhật Bản Sooshokukeidanshi, một trong những nhân vật chính được xây dựng để trông tách biệt so với các nhân vật nam khác bởi sự lựa chọn phong cách độc đáo của anh ta được coi là kém nam tính  so với kỳ vọng của văn hóa Nhật Bản.

### Ảnh hưởng đến giới trẻ
Adharsh Raj và Manash Pratim Goswami viết rằng ở Ấn Độ, những người trẻ tuổi thường bắt chước các hành vi tiêu cực được coi là nam tính theo truyền thống trong các bộ phim Bollywood. Theo Özlem Akkaya, những người Thổ Nhĩ Kỳ trẻ tuổi cũng có thể trở thành con mồi của ảnh hưởng truyền thông tiêu cực. Trong một nghiên cứu năm 2018, những người đàn ông trẻ tuổi thường nghĩ rằng hành vi bạo lực được thể hiện bởi nhân vật chính, "Behzat," trong loạt phim truyền hình tội phạm Thổ Nhĩ Kỳ, Behzat Ç. Bir Ankara Polisiyesi, có liên quan đến những gì họ đã trải qua trong cuộc sống hàng ngày của chính họ (và do đó, [họ] coi bạo lực là một điều dường như hợp lý xảy ra trong loạt phim).
Trong số các học sinh trung học ở New Zealand, một nghiên cứu năm 2017 cho thấy khi kiểm tra các quảng cáo truyền thông in ấn, các cô gái trẻ đôi khi cuốn vào một định kiến về những gì cấu thành hành vi nam tính "điển hình".

### Cương vị làm cha
Ở bán cầu Nam, nhiều nền văn hóa vẫn tuân theo các chuẩn mực mang tính gia trưởng. Thông qua các mô tả của truyền thông và các tình huống thực tế, đàn ông được coi là người đứng đầu gia đình - những người cung cấp tài chính, có quyền ra quyết định và thực sự chịu trách nhiệm. Hình ảnh gia đình hạt nhân là chuẩn mực xã hội cũng luôn hiện diện ở nhiều nơi. Khi người đàn ông không thể hoàn thành vai trò nam tính phụ hệ theo truyền thống đó, họ có thể gặp khó khăn khi chứng minh mình đủ xứng đáng để có mối quan hệ với con cái. Ví dụ, ở Nam Phi, phụ nữ thường đảm nhận nhiều vai trò nam tính về văn hóa hơn trong việc nuôi gia đình do tỷ lệ người cha vắng mặt cao ở một số cộng đồng. Thật không may, quyết định bỏ rơi người mẹ và đứa con ruột của nhiều người cha là khá phổ biến ở Nam Phi, đặc biệt là đối với những người cha trẻ hơn và đến từ các gia đình có thu nhập thấp hơn. Họ thường cố gắng nuôi gia đình hạt nhân của riêng họ và cũng không thể thực hiện các nghĩa vụ văn hóa thường gắn liền với việc làm cha.

### Nỗ lực hướng tới bình đẳng giới
Mặc dù chưa đạt được bình đẳng giới, nhưng những thay đổi đang diễn ra liên quan đến những vai trò giới được tin tưởng phổ biến này, đặc biệt là với công tác bình đẳng giới ở Nam bán cầu. Ở New Delhi,  Ấn Độ, nam giới thường xuyên tham gia vào công tác này hơn, đồng thời cố gắng lưu tâm đến việc vị thế đặc quyền của họ khi là đàn ông ảnh hưởng như thế nào đến nhận thức của công chúng về những gì họ đang làm. Ở Pakistan và Afghanistan, làn sóng cũng đang chuyển biến, và sự tham gia của nam giới trong việc chống lại bạo lực đối với phụ nữ thường được coi là rất tích cực, một điều tốt lành cho tất cả mọi người. Tuy nhiên, có một số người vẫn nhận thấy rất nhiều xung đột và bạo lực đối với phụ nữ chỉ đơn giản là đi đôi với các nền văn hóa đó.
Một số người muốn chuyển trọng tâm từ việc đặc biệt xem phụ nữ là những người xứng đáng có quyền mạnh mẽ hơn sang tất cả mọi người xứng đáng có cơ hội được xem là bình đẳng; tuy nhiên, điều này có thể gây ra khả năng nam giới quay trở lại tư duy "nạn nhân nam", trái ngược với việc tập trung vào sự áp bức của phụ nữ. Mặc dù bình đẳng giới đang trở thành một chủ đề được thừa nhận nhiều hơn ở Nam Phi, chẳng hạn, những người cha thường muốn giữ vai trò giới truyền thống hơn — và truyền lại những ý tưởng đó cho con trai của họ.
Khảo sát Quốc tế về Nam giới và Bình đẳng giới (IMAGES) cũng đã được phát triển và thu được kết quả từ các quốc gia ở Nam bán cầu đã được nghiên cứu nhiều hơn trong những năm gần đây. Mặc dù cuộc khảo sát chỉ ra các lĩnh vực cần cải thiện hơn nữa, một phát hiện quan trọng gần đây có liên quan đến giáo dục thời thơ ấu của nam giới và thái độ của họ xung quanh bình đẳng giới. Nếu nam giới được nuôi dưỡng thấy sự phân chia công việc lao động gia đình bình đẳng hơn, những người thân nữ lớn tuổi làm việc trong các nghề phi truyền thống, ít bạo lực hơn đối với phụ nữ, v.v., những hành vi và thái độ đó có xu hướng tiếp tục tới cuộc sống trưởng thành của họ, theo khảo sát.
Một nghiên cứu năm 2012 đã tìm thấy một số bằng chứng cho thấy giới trẻ có lẽ đã vô tình đóng góp vào việc chấp nhận bình đẳng giới nhiều hơn. Văn hóa đại chúng được giới trẻ tiêu thụ và những người có địa vị xã hội thấp hơn ở Đông Á, bao gồm ở manga, các cuộc thi ca hát, ban nhạc, v.v. đang bắt đầu giới thiệu những người đàn ông hiện đại hơn kết hợp một số khía cạnh nữ tính vào khuôn mẫu nam tính trong hành vi của họ.
Ở Nam Phi, các chính sách chặt chẽ hơn đang được đưa ra của chính phủ liên quan đến sự lạm dụng và bạo lực. Ngoài ra, các sáng kiến như chương trình "Một người đàn ông có thể" đã được hình thành nhằm thực hiện phòng chống HIV và một chương trình chống bạo lực cho nam giới trong nước. Chiến dịch 'Chúng ta có thể chấm dứt bạo lực đối với phụ nữ' là một sáng kiến chống bạo lực khác ở Pakistan, được phát triển bởi nhóm Oxfam GB ở Nam Á. Năm 2019, chương trình đã thu hút được nhiều sự tham gia tự nguyện của nam giới vào công tác bình đẳng giới ở Afghanistan và Pakistan.